# Stephen Owen
Stephen Owen (San Luis, Misuri; 1946) es un profesor, sinólogo, comparatista y traductor norteamericano estudioso de la poesía y el pensamiento chinos. Es catedrático emérito de la Universidad de Harvard.

## Biografía intelectual
Formado en la Universidad de Yale. Discípulo de Hans Hermann Fränkel. Actualmente catedrático emérito de la Universidad de Harvard. Es uno de los más importantes sinólogos de la época contemporánea y el más notable estudioso de la poesía y de la teoría poética china, especialmente clásica. "Stephen Owen es en nuestro tiempo el más importante estudioso occidental de la tradición literaria china. Sus trabajos responden al rigor filológico de la lectura directa de los textos. Esa capacidad de acceso directo y cualificado a los textos antiguos, es necesario reconocer, la poseen muy pocos sinólogos fuera de China, e incluso dentro del país..." Su extensísima e influyente obra, clave para la sinología contemporánea, ha sido introducida y comenzada a publicar en lengua española, a partir del fundamental Readings in Chinese Literary Thought (1992), por el Instituto Juan Andrés de Comparatística y Globalización.

## Obras principales
- The Poetry of Meng Chiao and Han Yü, New Haven, Yale U. P., 1975.
- The Poetry of the Early T’ang, New Haven, Yale U. P., 1977 (Ed. rev., Quirin Press, 2012).
- The Great Age of Chinese Poetry. The High T’ang, New Haven, Yale U. P., 1981 (Ed. rev., Quirin Press, 2013).
- Traditional Chinese Poetry and Poetics: Omen of the World, Madison, Wis., University of Wisconsin Press, 1985.
- The Experience of the Past in Classical Chinese Literature, Cambridge, Mass., Harvard U. P., 1986.
- Mi-Lou. Poetry and the Labyrinth of Desire, Cambridge, Mass., Harvard U. P., 1989.
- Readings in Chinese Literary Thought, Cambridge, Mass., Council on East Asian Studies-Harvard U. P., 1992.
- An Anthology of Chinese Literature. Beginnings to 1911, Nueva York, Norton, 1996.
- The End of the Chinese ‘Middle Ages’: Essays in Mid-Tang Literary Culture, Stanford, Stanford U. P., 1996.
- The Late Tang: Chinese Poetry of the Mid-Ninth Century (827-860), Cambridge, Mass., Harvard University Asia Center, 2006.
- The Making of Early Chinese Classical Poetry, Cambridge, Mass., Harvard University Asia Center-Harvard U. P., 2006.[6]

## Ediciones en español
- El pensamiento literario de la China clásica, ed. y trad. de Chen Ruojun y Ricardo Miguel Alfonso, Madrid, Instituto Juan Andrés, 2020.